# Азадирахта
Азадирахтите (Azadirachta) са род растения от семейство Махагонови (Meliaceae).
Срещат се в Индо-Малайската област.  Плодът им е костилков плод.
Таксонът е описан за пръв път от Адриен дьо Жусийо през 1830 година.

## Видове
- Azadirachta excelsa
- Azadirachta indica